# Годред II (король Мэна)
Годред II Олафссон (др.-сканд.  Guðrøðr Ólafsson, Guðröðr Óláfsson, гэльск. Gofhraidh mac Amhlaíbh, Gofraidh mac Amhlaoibh, Gofraid mac Amlaíb, англ. Godred Olafsson) (умер 10 ноября 1187) — король Островов (1153—1158, 1164—1187) и Дублина (1150-е — 1160-е годы). Сын Олафа I Годредарсона, короля Островов (ум. 1153), и Аффраик, дочери Фергуса, лорда Галлоуэя. На протяжении своего правления Годред боролся против претендентов на королевский престол, потеряв половину своих владений. Все последующие короли из династии Крованов происходят от Годреда.
В последний год правления своего отца Годред находился при дворе норвежского короля Инги Харальдссона, добиваясь более тесных связей с Норвежским королевством. Его отец Олаф в 1153 году был убит тремя племянниками, сыновьями его брата Харальда. Годред вернулся на родину, разгромил войско своих двоюродных братьев и захватил королевский престол. В 1154 году Годред оказал военную помощь королю Айлеха Муйрхертаху Мак Лохлайнну в его борьбе за титул верховного короля Ирландии. Вскоре Годред начал борьбу со своим зятем Сомерлендом, лордом Аргайла, чей старший сын Дугал, будучи внуком короля Островов Олафа I Годредарсона, обладал претензиями на престол Королевства островов. В конце 1156 года Сомерленд одержал победу над своим шурином Годредом в морском сражении. Противники разделили между собой Королевство Островов. Сомерленд получил во владение Внутренние Гебридские острова, а Годред сохранил за собой остров Мэн и Внешние Гебриды. В 1158 году Сомерленд при поддержке мэнских баронов высадился на острове Мэн и захватил королевский престол, изгнав Годреда.
В изгнании Годред Олафссон прожил в Англии и Шотландии, а затем отправился в Норвегию. В 1161 году Годред отличился в норвежской гражданской войне и получил от короля Инги в ленное владение остров Мэн и Гебриды. В 1164 году Сомерленд погиб во время неудачной военной экспедиции на Шотландию. Годред вернулся из Норвегии на родину и вернул себе королевский престол на острове Мэн. Но Внутренние Гебриды остались за сыновьями Сомерленда (клан Сомерли). В 1150-х годах Годред кратко занимал королевский престол в Дублине. Годред женился на Финдгуале инген Нейл, внучке верховного короля Ирландии Муйрхертаха Мак Лохлайнна. В 1170 году англо-норманские бароны захватили Дублин. В 1171 году верховный король Ирландии и король Коннахта Руайдри Уа Конхобайр попытался отбить у англичан Дублин при военной поддержке короля Островов Годреда. В последующие годы Годред перешёл на сторону английского барона Джона де Курси, сыгравшего большую роль в английском завоевании Ирландии. Джон де Курси женился на Аффрике, дочери Годреда, который оказал ему помощь в завоевании королевства Улад. В 1187 году после смерти Годреда королевский престол унаследовал его старший сын Рёгнвальд (ум. 1229), хотя сам Годред желал видеть своим преемником младшего сына Олафа Чёрного (ум. 1237).

## Исторический фон

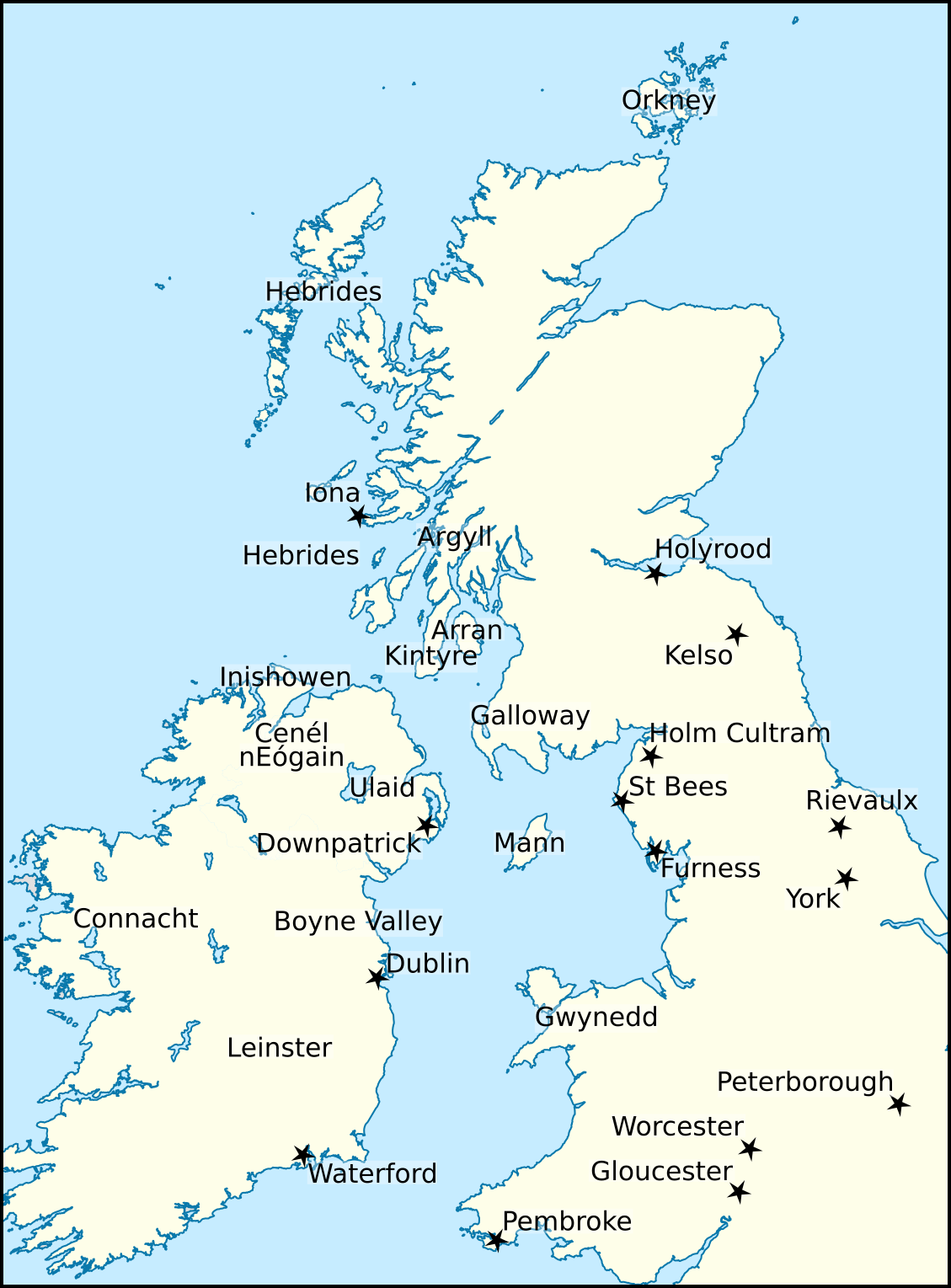
Регион в правление Годреда

Годред был сыном Олафа Годредарсона, короля Островов из скандинавской династии Крованов (1112/1113 — 1153), и Аффрайк инген Фергуса. После смерти в 1095 году короля Островов Годреда Крована наступил период неопределенности в истории Королевства Островов. На королевский престол вступил его старший сын Легмен, против которого выступили его младшие братья Харальд и Олаф. В 1098 году король Норвегии Магнус Голоногий захватил остров Мэн и взял в плен короля Легмена. В дальнейшем Олаф проживал при дворе английского короля Генриха I.
Хроники Мэна сообщают, что мать Годреда, Аффраик, была дочерью Фергуса, лорда Галлоуэя (ум. 1160). Рагнхильда, незаконнорождённая дочь Олафа и сестра Годреда, около 1140 года была выдана замуж отцом за Сомерленда.

## Правление
В 1152 году по поручению своего отца Олаф отправился ко двору норвежского короля Инги Харальдссона (ум. 1161), принес ему ленную присягу на верность, а взамен последний признал за ним королевскую власть на островах. Согласно Хроникам Мэна, 29 июня 1153 года король Мэна Олаф был убит своими тремя племянниками, сыновьями его покойного брата Харальда. Братья потребовали от своего дяди Олафа разделения Королевства Островов на две части. Харальдссоны умертвили Олафа и разделили между собой его владения. Вскоре они предприняли экспедицию в Галлоуэй против лорда Фергуса, деда Олафа, но были отражены с большими потерями. Через несколько месяцев Олаф вернулся из Норвегии и получил на Оркнейских островах военную помощь. Островитяне единогласно признали Олафа своим королём. Затем Олаф высадился на острове Мэн и одержал победу над своими двоюродными братьями, один из которых был убит, а двое других ослеплены.
В 1153 году после смерти шотландского короля Дэвида I (1124—1153) крупный шотландский магнат Сомерленд, лорд Аргайла, поднял восстание против власти его внука, нового шотландского короля Малькольма IV (1153—1165).

Королевство Мэна и островов

В середине XII века король Айлеха Муйрхертах Мак Лохлайнн (ум. 1166) начал борьбу за верховную власть над Ирландией с Тойрделбахом Уа Конхобайром, королём Коннахта (ум. 1156). В морском сражении у полуострова Инишоуэн Муйрхертах потерпел поражение от Тойрделбаха. Анналы четырёх мастеров передают, что под командованием Муйрхертаха находились наёмники из Галлоуэя, Аррана, Кинтайра, Мэна и Шотландии. После поражения Муйрхертах двинулся на Дублин и подчинил это королевство. В 1155/1156 году островные бароны, недовольные правлением Годреда, обратились к Сомерленду, чтобы он дал им своего Дугала в короли. Позднее в ночь с 5 на 6 января 1156 года произошло морское сражение между флотами Сомерленда и Годреда. Под командованием Сомерленда было 80 кораблей. После безрезультатного боя противники решили разделить между собой Королевство Островов. Сомерленд получил Внутренние Гебриды, а Годред сохранил остров Мэн и Внешние Гебриды. В 1158 году Сомерленд с флотом из 53 кораблей высадился на острове Мэн. Годред лишился поддержки местного населения и вынужден был бежать.

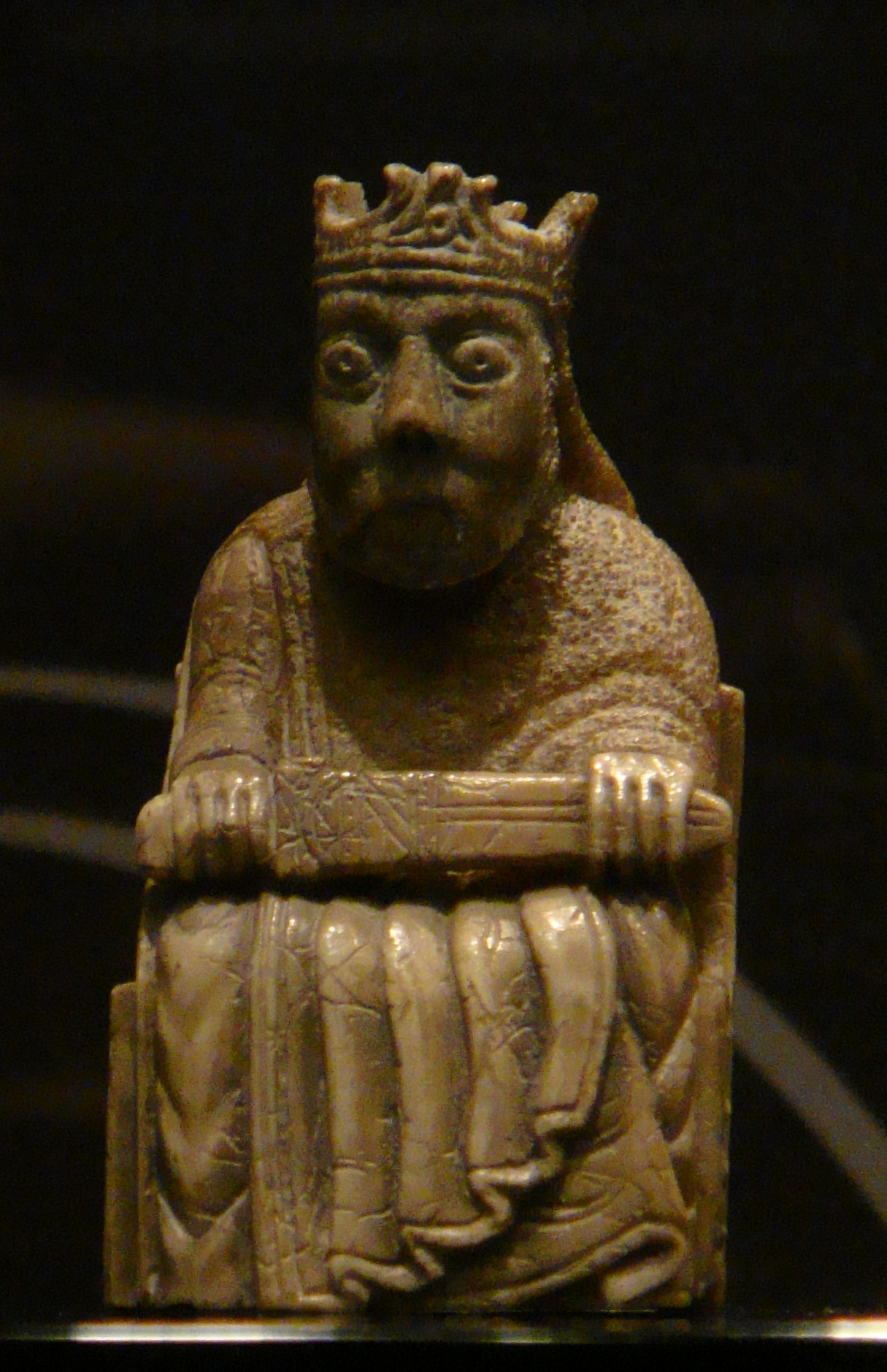
Шахматная фигура короля с острова Льюис

Вначале Годред бежал в Англию, но король Генрих II Плантагенет, занятый в Нормандии, был не в состоянии оказать ему военную поддержку. Из Англии Годред отправился в Шотландию, но король Малькольм IV также не смог содействовать в возвращении его власти на островах. Потерпев неудачу в Англии и Шотландии, Годред отправился в Норвегию. В конце 1160 или в начале 1161 года Годред отличился в Гражданской войне в Норвегии. Исландские анналы утверждают, что в 1160 году Годред был утвержден королём Островов, получив признание от норвежского короля Инги Харальдссона. В своде скандинавских саг «Круг Земной» говорится, что Годред сыграл важную роль в поражении короля Инги в битве при Осло в 1161 году. До 1155 года норвежский король Инги делил власть со своими братьями Сигурдом (ум. 1155) и Эйстейном (ум. 1157). С 1157 года Инги вынужден был сражаться против Хакона Сигурдарсона (ум. 1162). Саги сообщают, что во время последней битвы Инги против Хакона Годред во главе 15 воинов перешёл на сторону Хакона, что способствовало его победе и смерти Инги.

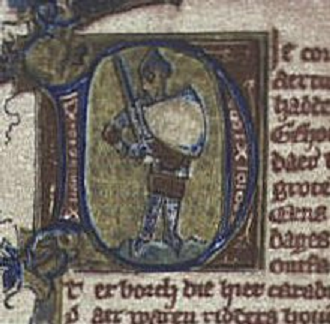
Изображение Фергуса, лорда Галлоуэя, Библиотека Лейденского университета, XIV век

В 1164 году Сомерленд был убит во время неудачной экспедиции в Шотландию. Анналы Ольстера передавали, что под властью Сомерленда находились Аргайл, Кинтайр, Дублин и Острова. Хроники Мэна передают, что в 1164 году после смерти Сомерленда власть на острове захватили удерживал до конца года Рёгнвальд Олафссон, брат Годреда. В конце того же года Годред вернулся из Норвегии на остров Мэн, подавил мятеж своего брата Рёгнвальда и вернул себе королевский престол.

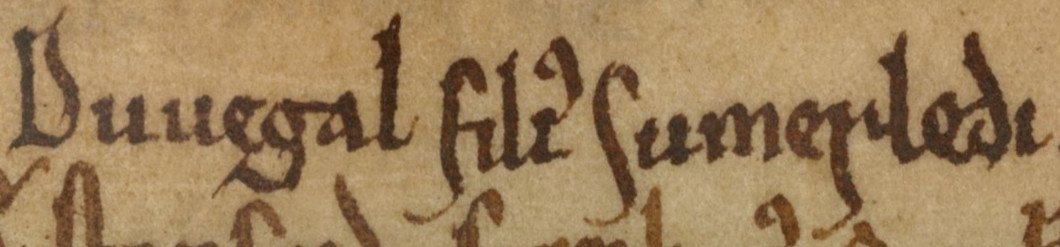
Имя Дугала, старшего сына Сомерленда, Британская библиотека

Король Островов Годред Олафссон также занимал королевский престол в Дублине, но точные годы его правления неизвестны. Хроники Мэна сообщают, что дублинцы пригласили Годреда на трон на третий год его правления на островах.
Зимой 1176/1177 года король Мэна Годред женился на Финдгуале игнен Ниалл, дочери Ниалла мак Муйрхертайга мак Лохлайнна (ум. 1176), короля Айлеха (1167—1176), и внучке верховного короля Ирландии Муйрхертаха Мак Лохлайнна (ум. 1166).

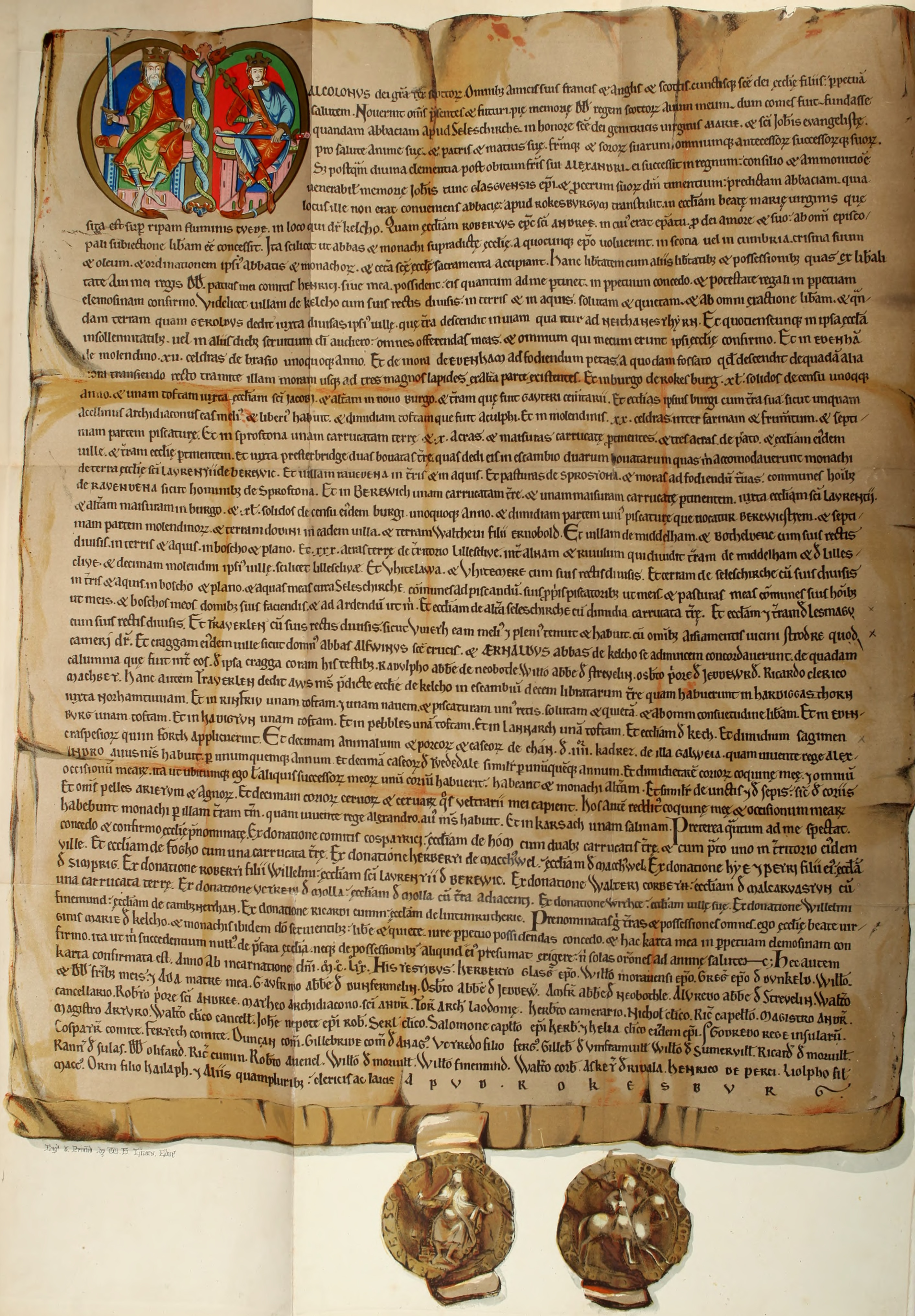
Факсимиле устава шотландского короля Малькольма для аббатства Келсо, свидетелем которого выступал в 1159 году изгнанный король Островов Годред

Позднее Годред вновь вмешался в ирландские дела. В 1166 году после смерти верховного короля Ирландии Муйрхертаха на верховную власть стали претендовать Руайдри Уа Конхобайр, король Коннахта (1156—1186), и Диармайт Мак Мурхада (1110—1171), король Лейнстера (1126—1171). Последний также занимал королевский престол в Дублине. В том же году Король Коннахта Руайдри Уа Конхобайр одержал победу над своим соперником и захватил Дублин. На большом совете в городе Атон Руайдри Уа Конхобайр был избран новым верховным королём Ирландии. Руайдри изгнал Диармайта из Лейнстера, он бежал в Уэльс, а оттуда в Англию. Английский король Генрих II Плантагенет обещал оказать ему помощь в борьбе с врагами и разрешил нанять среди англо-нормандских баронов и наёмников для возвращения своей власти в Ирландии. В 1170 году Ричард де Клер, граф Пембрук, осадил и захватил ирландский город-порт Уотерфорд. Диармайт мак Мурхада, вернувший себе власть над Лейнстером, выдал свою дочь Еву (Ифу) замуж за Ричарда де Клера, который стал наследников престолов Лейнстера и Дублина. В том же году соединённые силы Диармайта и Ричарда де Клера захватили город Дублин, изгнав оттуда последнего дублинского короля Аскалл мак Рагналла (ум. 1171). Согласно Гиральду Камбрийскому, Аскалл и многие дублинцы бежали из своего города на «северные острова». В начале мая 1171 года после смерти Диармайта мак Мурхады Аскалл напал на Дублин с наёмными отрядами островитян и норвежцев. Нападение было неудачным, сам Аскалл был схвачен и казнен. После гибели Диармайта и Аскалл верховный король Ирландии Руайдри Уа Конхобайр и архиепископ Дублинский отправили послов к королю Островов Годреду, призывая его блокировать Дублин с моря. Годред с флотом из 30 кораблей блокировал с моря Дублин, но англичане смогли удержать этот город в своих руках.
Вскоре король Островов Годред изменил свою политику по отношению к англичанам в Ирландии и выдал свою дочь Аффрику замуж за англо-нормандского феодала Джона де Курси, сыгравшего важную роль в английском завоевании Ирландии.

## Смерть и потомки
Согласно Хроникам Мэна, Годред имел четырёх детей (Аффрика, Рёгнвальд, Иварр и Олаф Чёрный). Хроники сообщают, что матерью Олафа была ирландская принцесса Финдгуала. Матери остальных детей Годреда достоверно неизвестны. Возможно, что матерью Рёгнвальда была ирландка Садб, которая была наложницей Годреда.
Король Мэна и Островов Годред скончался 10 ноября 1187 года на острове Святого Патрика. Его тело было похоронено в 1888 году на острове Айона. Согласно Хроникам Мэна, Годред считал своим преемником младшего сына Олафа, который был «рожден в законном браке». Несмотря на это, в 1187 году после смерти Годреда островные бароны избрали новым королём его старшего сына Рёгнвальда (1187—1226), а не Олафа, который тогда ещё был ребёнком.